# Cecilia de Suecia
Cecilia de Suecia (en sueco, Cecilia av Sverige; Estocolmo, 22 de junio de 1807-Oldemburgo, 27 de enero de 1844) fue princesa de Suecia, y gran duquesa de Oldemburgo como la tercera esposa del gran duque Augusto de Oldemburgo. Era la última de los hijos del rey Gustavo IV Adolfo de Suecia y de su esposa, la princesa Federica de Baden.
Su padre fue destronado en 1809, y en 1810 la familia partió al exilio para establecerse en el gran ducado de Baden. En 1812, sus padres disolvieron su matrimonio. Cecilia y sus hermanos permanecieron en la tierra de su madre, en Bruchsal. Cuando su madre murió, Cecilia se encargó del cuidado personal de su abuela, Amalia de Hesse-Darmstadt.

## Vida pública

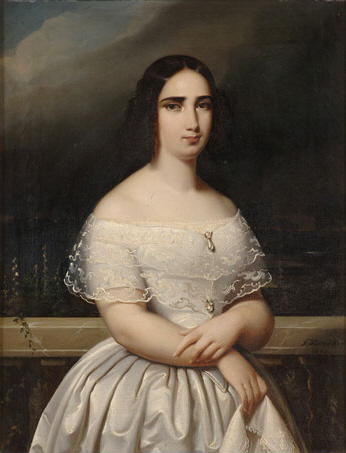
Cecilia de Oldemburgo. Retrato póstumo, obra de Theodor Hamacher (1847).

En octubre de 1830, el príncipe heredero Federico Augusto de Oldemburgo visitó el palacio de Bruchsal y pidió la mano de Cecilia. Ella aceptó tras una breve entrevista de una hora y se dirigió a Viena, ciudad donde vivía su hermano mayor, Gustavo, para preparar su boda. En esa ciudad se casó en presencia del emperador Francisco II el 5 de mayo de 1831. En junio, los recién casados se mudaron a Oldemburgo.
Fue compositora de la melodía del himno de su nueva patria: Heil dir, o Oldenburg! y apoyó económicamente la construcción del primer teatro de Oldemburgo en 1833, el precursor del actual Teatro Estatal de Oldemburgo (Oldenburgisches Staatstheater). Recibió la condecoración rusa de la Orden de Santa Catalina y la condecoración bávara de la Orden de Santa Teresa.
Como gran duquesa, Cecilia no tuvo gran contacto con sus súbditos. Sólo mantenía relación con un círculo muy reducido de amigos. Murió de una fiebre posparto el 27 de enero de 1844, cinco días después de haber dado a luz a su tercer hijo.
En su honor fue nombrada una calle, una plaza y un puente en la ciudad de Oldemburgo. En 1867 se fundó una escuela de enseñanza secundaria llamada Cäcilienschule.

## Hijos
La gran duquesa tuvo tres hijos:
- Alejandro Federico Gustavo (1834-1835).
- Nicolás Federico Augusto (1836-1837).
- Antonio Gunter Federico Elimar (1844-1895).